# Pintures de la cel·la de Sant Miquel
Les pintures murals de la cel·la (o capella) de Sant Miquel –o cel·la de Francesca Saportella– és un conjunt pictòric del Monestir de Pedralbes de Barcelona realitzat amb una tècnica mixta de pintura al fresc i pintura a l'oli l'any 1346. L'autoria ha estat històricament atribuïda al pintor català Ferrer Bassa, si bé alguns experts posen en dubte els primers estudis sobre l'obra, que es basaven en un contracte amb aquest pintor.
El relat iconogràfic s'estructura en tres parts: el cicle de la Passió de Crist, els Set Goigs de Maria i una col·lecció de retrats de sants. Les vint-i-cinc escenes, que cobreixen els setanta-cinc metres quadrats dels murs de la petita capella d'oració, estan realitzades seguint l'estil de l'escola senesa i presenten algunes innovacions com la combinació de tècniques pictòriques i la incorporació de detalls metàl·lics per ressaltar punts específics de les escenes. Les pintures són un conjunt extraordinari i un testimoni excepcional dins el panorama de la pintura gòtica catalana.

## Dades de context

### Autor
Ferrer Bassa (1285 – Barcelona, 1348) va ser un pintor conegut principalment per la seva activitat com a miniaturista i com a pintor del rei de la Corona d'Aragó. Va abandonar la inicial influència francogòtica i, com d'altres pintors de la Corona d'Aragó, va rebre tant la influència de l'escola florentina com de l'escola senesa i se l'ha anomenat el «Giotto català». Amb tot, no es creu que el seu giottisme sigui una influència directa de l'escola florentina, sinó dels germans Pietro i Ambrogio Lorenzetti que varen importar l'estil de Giotto des d'Assís cap a Siena, on probablement va viatjar Ferrer Bassa i on hauria captat models que el varen influir a la seva obra.
De la seva obra destaquen les miniatures del Llibre d'hores de la reina Maria de Navarra, fet per a Maria -la primera esposa de Pere el Cerimoniós- conservat a la Biblioteca Marciana de Venècia i el Saltiri anglocatalà, un treball iniciat al voltant de l'any 1200 a Canterbury i acabat a Barcelona l'any 1340 per Ferrer Bassa. El còdex original es conserva a París, a la Biblioteca Nacional de França. Entre els retaules que va realitzar se'n conserven el Retaule de Santa Anna a l'Almudaina o el Retaule de Sant Jaume del convent de Santa Maria de Jonqueres. A partir de 1345 el seu nom començà a aparèixer relacionat amb el del seu fill Arnau Bassa, qui en formaria part del seu taller. El 1348 pare i fill varen morir a conseqüència de la pesta d'aquell any. Una notícia del 26 de gener de 1350 ho confirma, quan Pere el Cerimoniós va ordenar la liquidació econòmica d'un retaule iniciat pel seu taller, i no finalitzat, per al convent de Sant Francesc de València.

### Estil
La concepció de les escenes es basa en la inclusió de la figura humana dins el paisatge o ambientat dins una arquitectura. L'enquadrament de les escenes es reforça per la voluntat descriptiva dels elements del marc. La configuració de les muntanyes del fons coincideix amb les representacions del Saltiri i del Retaule de Sant Marc de Ferrer Bassa. Llevat de les diferències pròpies de la tècnica pictòrica que hi ha entre treballar el fresc o pintar amb oli, els seus models són repetits a altres obres amb lleugeres adaptacions, fruit d'alguna intervenció de pintors del seu taller, un efecte que es pot observar comparant-les amb el Saltiri de París o la taula de Bellpuig de les Avellanes. L'obra és el reflex de les innovacions aportades des de la pintura italiana del trecento que arriben a Barcelona, una ciutat molt activa de l'Europa gòtica de la primera meitat del segle xiv. L'autor desenvolupa les narratives visuals, utilitza la geometria per insinuar perspectives, aplica als personatges una gestualitat que reforça l'expressivitat de cada figura, i explota la riquesa de colors i de recursos plàstics, com els subtils jocs de llum i ombra.

#### Influències
S'ha atribuït la influència de l'escola senesa sobre Ferrer Bassa a un possible viatge per entrar en contacte amb la pintura del Trecento italiana; un viatge que s'hauria produït entre 1333 i 1339, dates en les quals no es tenen altres notícies seves ni cap encàrrec conegut. Podria haver estat a Siena on hauria contactat amb l'obra dels germans Lorenzetti, a Avinyó on va residir Simone Martini mentre pintava el Retaule Orsini, del qual va emular el davallament i probablement també a Orvieto, prop de Siena, Assís i Arezzo.
La influència artística i els apunts del seu viatge es poden observar en alguns detalls de les seves escenes. El tema de l'escena central del Triomf de Maria (la seva Maestà) i, especialment, els àngels amb una ofrena floral a cada costat de la Mare de Déu, es poden referenciar al que hi ha a la Maestà de Simone Martini (c.1320) de la Pinacoteca Nacional de Siena. També es pot observar un paral·lelisme en la composició de l'escena i la posició de les figures principals del Davallament d'aquesta obra amb el Retaule Orsini que es conserva al Reial Museu de Belles Arts d'Anvers.
Una altra mostra es pot observar comparant el rostre de Maria i el grup d'àngels seriats de l'escena de la Nativitat i la taula del mateix nom d'Ugolino Lorenzetti de 1337, conservat ara al Museu Frogg de la Universitat Harvard.
Segons l'historiador Ernest T. Dewald, es pot identificar un vincle entre l'alt front del Nen Jesús d'aquesta obra amb alguns dels que apareixen a les Madonnes amb Nen de Pietro Lorenzetti pintades entre 1330-1340. Una altra similitud es pot apreciar entre el rostre de l'àngel de l'extrem superior dret de l'escena del Triomf i el de la taula de Santa Caterina de Pietro Lorenzetti conservada al Metropolitan.
L'Anunciació del políptic del mateix autor que es troba Santa Maria della Pieve (Arezzo) comparteix amb aquesta obra la composició i disposició dels personatges i, particularment, el delicat fris floral del pòrtic on està Maria.
També a l'escena de la Crucifixió hi ha coincidències amb la taula homònima que aquest pintor va fer per a la basílica de Sant Francesc de Siena. Els dos soldats que hi ha al peu de la Creu, al costat dret, comparteixen els gestos dels braços, si bé tenen la seva posició intercanviada entre les dues pintures; el grup de les Maries sostenint la Mare de Déu i Joan Baptista isolat en l'escena, coincideixen en la seva composició.
El fresc de santa Elisabet d'Hongria de la capella, presenta similituds amb obres de l'altre germà, Ambrogio Lorenzetti, com la imatge de Santa Isabel d'Hongria de la Petita Maestà, o Santa Dorotea del políptic de la Mare de Déu amb Nen, ambdues a la Pinacoteca Nacional de Siena. En totes tres el semblant del personatge és el d'una dama elegant que porta delicadament les flors a la seva falda.
També del deixeble de Giotto, Taddeo Gaddi, pot haver captat la distribució dels apòstols a la Pentecosta, situant-ne alguns d'esquena a l'observador com havia fet aquest artista abans de 1340 a la decoració de l'armari de la sagristia de la Santa Croce de Florència, avui a la Gemäldegalerie (Berlín).
Sanpere i Miquel identificava una profunda inspiració de l'autor en la imatge de Santa Caterina que va fer Martini a la capella de sant Martino de la basílica inferior d'Assís, amb la santa Bàrbara de Pedralbes.

### Tècnica
El conjunt de les pintures representen en si mateixes un llegat documental del segle xiv, testimoni original i material conservat gairebé intacte i íntegre que permet conèixer l'organització i planificació de l'obra, de la selecció dels materials i de la tècnica pictòrica. Aquestes dades són presents a la mateixa matèria que compon la pintura i a les traces i empremtes que s'hi han conservat de manera que poden ser identificades i analitzades.
Diverses publicacions històriques havien descrit que la tècnica pictòrica emprada a les pintures de la cel·la de Sant Miquel era la pintura a l'oli. El resultat dels treballs d'anàlisi realitzats per a planificar la conservació i restauració de les pintures, ha aportat una informació molt valuosa sobre la tècnica que Ferrer Bassa va fer servir tant en els treballs preparatoris com en l'aplicació de la policromia. Ferrer Bassa va fer servir una tècnica mixta de pintura al fresc complementada amb oli en certes parts de les escenes.
Les passes seguides per l'artista varen ser:
1. La sinopia o dibuix preparatori d'un fresc, que restarà adherit a la paret sota el fresc quan aquest s'acabi.
2. Decoració de l'embigat, amb tècnica de pintura seriada.
3. Pintura al fresc. Aquesta tècnica obliga a fer un enlluït de morter de calç, sorra fina i aigua, anomenat intonaco, sobre la qual s'apliquen els pigments diluïts en aigua mentre l'intonaco és «fresc», entre 6 i 8 hores, la qual cosa obliga a treballar per porcions corresponents a una jornada de treball, o giornata.
4. Pintura al sec. Després de deixar assecar un mínim de vint dies la pintura al fresc, es varen aplicar pintura a l'oli i al tremp.

Les anàlisis realitzades sobre les pintures denoten un treball organitzat i amb bones dosis de planificació de l'activitat realitzada pel taller dels Bassa. També es varen aplicar algunes innovacions tècniques provinents de terres toscanes.
Bona part del conjunt de tècniques artístiques emprades varen ser documentades per Cennino Cennini al seu Il libro dell'arte de 1390, on va recollir els coneixements de Giotto (1267-1337), del seu deixeble Taddeo Gaddi (1295-1366) i del seu fill Agnolo Gaddi (1350-1396), és a dir, el coneixement dels mestres gòtics italians del Trecento.

#### Preparació del fresc
S'han pogut identificar fins a 113 giornate en la realització de les pintures. Depenent del seu contingut les giornate oscil·len entre les superfícies rectangulars d'un m², de mig m² o tenen formes irregulars per adaptar-se a detalls específics. Les primeres són utilitzades als retrats de sants i a les zones monocromes complementàries. Les de mig m² acostumen a tenir un format quadrangular que correspon a la majoria de les giornate i no són de perfils rectilinis, ja que ressegueixen els contorns dels personatges o d'alguna estructura arquitectònica de l'escena. Per acabar, moltes de les cares i mans de les escenes principals del Triomf de Maria, de la Crucifixió o de la Coronació de Maria varen requerir una giornata sencera per aconseguir el detall i qualitat requerida.
Destaca la planificació de la producció, que hauria comptat amb la instal·lació d'una bastida per a pintar el registre superior amb una distància aproximada del sostre d'1,5 m a 1,8 m, que permetia a l'artista arribar a tot el sostre i a les parts altes del registre superior. La següent fase hauria situat la bastida a 1,2 m del terra per poder realitzar les parts baixes del registre superior i les altes del registre inferior. La resta de l'obra pictòrica i els simulats de marbre de l'arrambador s'haurien de fer sense bastida. L'anàlisi d'aquesta metodologia del treball deixa oberta la possibilitat material de treballar dos pintors simultàniament, si bé res ho confirma.
La manera d'executar les unions entre les giornate es realitza amb un acabament al biaix formant una mena de bisell sobre el qual aplicar el següent morter i juxtaposar el nou intonaco com una continuïtat de l'anterior. En alguns casos, la unió se superposa lleugerament sobre la giornata precedent. Acostuma a coincidir amb les giornate inserides, és a dir aquelles parts que s'executaven amb posterioritat a la part majoritària de l'escena, bé fos perquè calia treballar molt els detalls de mans o cares, o bé perquè es tractava d'una repetició.

#### Linyola
La linyola és un cordill impregnat d'un pigment que permet fer marques rectilínies tensant-lo sobre el lloc que es vol marcar i fent-lo batre perquè colpegi sobre la paret i deixi una marca recta. És una tècnica encara utilitzada actualment en el sector de la construcció. A la capella es va fer servir per estructurar la composició i els espais de cada escena i per marcar estructures rectilínies o dibuixos geomètrics. La tècnica la va descriure Cennini a Il libro dell'arte. Les marques deixades en diverses zones de les pintures denota que es va realitzar amb l'intonaco encara tendre.

#### Incisions
Amb l'ajuda de la llum rasant es poden observar moltes incisions realitzades durant les tasques de preparació sobre l'intonaco i fins i tot sobre el morter base per tal de servir de guia al pintor, la qual cosa denota en alguns casos que no va estar suficientment resolt el dibuix preparatori. Es tracta d'incisions fetes amb punta metàl·lica i amb compàs, alguns són tan sols petites ratlletes o creus realitzades a mà alçada que servien per marcar per on passaria la linyola o són simples ajuts per a línies secundàries. Són incisions o punts d'un a tres mil·límetres que es poden trobar com a punts de referència d'escenaris arquitectònics o figures geomètriques seriades.
També es poden trobar aquest tipus d'incisions a mà alçada realitzades sobre la capa pictòrica i que tenien per objecte ressaltar alguns detalls de tipus arquitectònic com capitells o columnes obtenint dibuixos molt esbossats.
Hi ha força marques fetes amb compàs, una tècnica utilitzada en la preparació de dibuixos geomètrics com els arcs de les finestres gòtiques o els nimbes dels personatges que, normalment tenen cinc cercles concèntrics. El compàs també es va fer servir per a l'obtenció de punts de referència necessaris per a determinat el pla horitzontal, seguint la tècnica descrita al llibre de Cennini al seu capítol LXVII. El compàs, habitualment de puntes, es feia servir també per a transportar mides.
S'observen algunes incisions fetes amb l'ajut d'un regle, que ajuden a la composició d'elements constructius i arquitectònics on a més de servir de guia, ressalten la linealitat de l'estructura, o bé en alguns elements figuratius com llences, espases o bastons dels personatges. També es troben incisions reglejades en la construcció de motius geomètrics com la sanefa ornamental que emmarca els quadres, o el motiu rectangular amb dos rombes inscrits que hi ha sota les bigues del mur nord. Al capítol LXXXVII del llibre de Cennini es descriu com pintar les edificacions i es detalla la utilització del regle per aplicar línies de color.

#### Estergit
L'aplicació de l'estergit o spolvero és l'única tècnica de transferència del dibuix que va fer servir Bassa en aquesta obra. Ho va utilitzar només a la sanefa ornamental que imita l'opus cosmatesc que emmarca les escenes de l'intradós de l'entrada. No es va fer servir en cap part del programa figuratiu, sinó tan sols en un dibuix repetitiu de caràcter decoratiu. Són visibles alguns dels punts de pols negre que varen fer de guies i que no varen ser coberts per la capa pictòrica. També resulta curiós -per inhabitual- observar petites incisions fruit de les rebaves dels forats del paper que han quedat marcades a l'intonaco en pressionar la plantilla en l'acció de tamponar amb pols negre per a estergir. El fet que aquestes rebaves tinguessin prou duresa per a deixar marca sobre la superfície, fa pensar que probablement estava fet de pergamí o de paper de cotó tractat amb olis secants, tal com es descriu al capítol XXVI de Il Libro dell'Arte.

#### Daurats i platejats

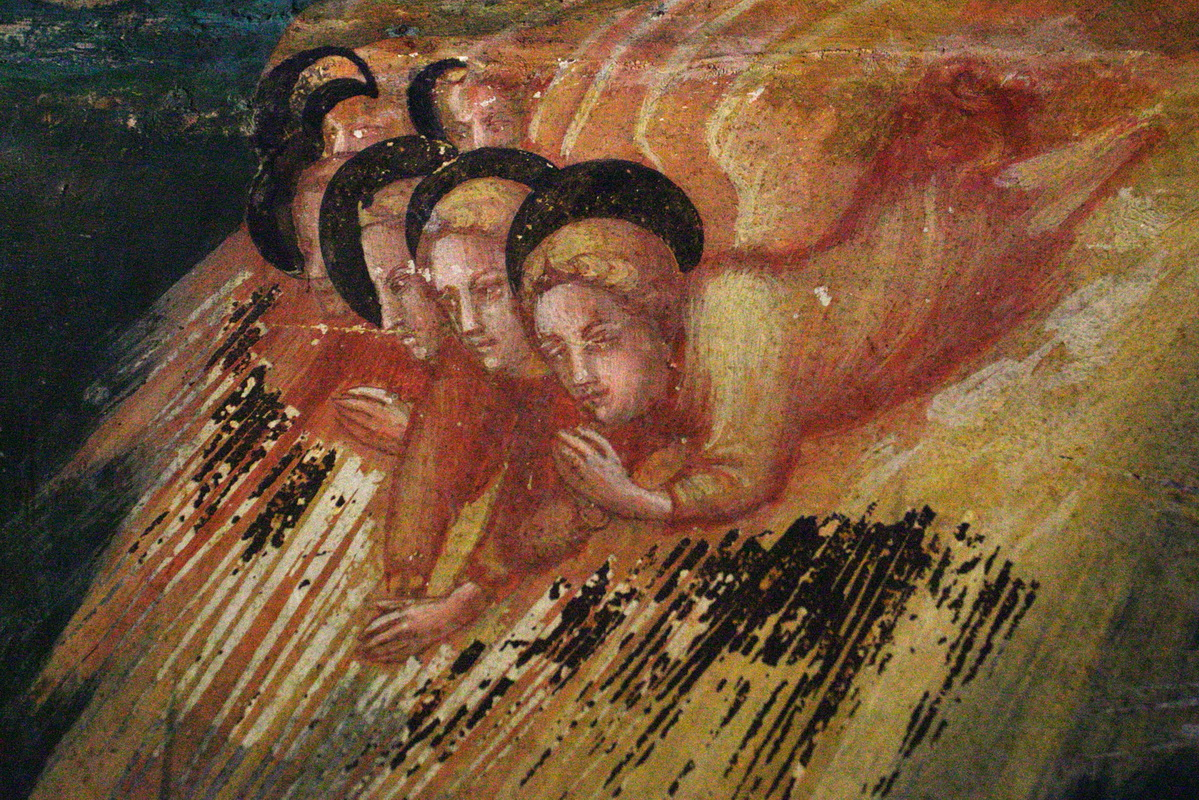
Àngels de la Nativitat

El contracte especificava que «totes les imatges han de tenir les diademes i la passamaneria d'or bo». Ferrer Bassa, a més de complir amb el que estava estipulat, va aplicar or també a altres punts com a les ales de l'àngel de l'Anunciació, els raigs que emanen dels àngels a l'escena de la Nativitat, en elements arquitectònics com els embigats de l'escena dels improperis i el fris floral de l'Anunciació. Estava també platejades o daurades les incrustacions metàl·liques en forma de tires entrecreuades que simulen l'estampat en tapissos de fons o en alguns vestits dels personatges. Actualment, només queden alguns rastres d'aquestes aplicacions.

#### Trompe l'oeil
La tècnica del trompe l'oeil consisteix a crear una il·lusió òptica tridimensional en barrejar l'escena amb el marc o el suport que la conté. Aquesta tècnica va ser molt utilitzada a partir del segle xvii, si bé es pot observar en alguns pintors gòtics del segle xv com Masaccio, Petrus Christus o Jan van Eyck. Resulta força innovadora la utilització d'aquesta tècnica a mitjan segle xiv. En concret, Bassa aplica una lleu pinzellada de color blanc a la base del cercle interior i a la part superior del cercle exterior dels tondos del mur on està la porta, simulant un reflex de la llum que aporta volum al marc i crea una perspectiva en la qual els personatges semblen situar-se darrere una finestra. A més, a la figura de l'àngel del tondo de l'esquerra, Bassa fa servir un recurs propi dels dibuixants de còmics moderns per crear una sensació de moviment. Els claus que sosté aixecats a la mà tenen darrere seu una mena de "cometes" que simulen la traça deixada pel moviment. L'altra aplicació és similar a les que s'utilitzaran posteriorment, una part del personatge, en aquest cas el peu de sant Francesc, surt de l'enquadrament natural i sobresurt per sobre el marc.

## Història
La capella de Sant Miquel va ser la cel·la d'oració privada de l'abadessa Francesca Saportella, neboda de la fundadora del monestir, la reina Elisenda de Montcada. Saportella va ser abadessa entre el 26 d'abril de 1336 i el 25 de maig de 1364, data de la seva mort, i va encarregar el conjunt de 25 pintures murals a l'oli al pintor Ferrer Bassa mitjançant un contracte signat el 18 d'agost de 1343. Ferrer Bassa no ho va poder realitzar en aquelles dates, perquè aquell mateix any el rei Pere el Cerimoniós li havia encarregat sengles retaules per a les capelles dels seus palaus: castell de Lleida, Capella de Santa Àgata a Barcelona, castell de Perpinyà i el palau de l'Almudaina a Palma. Aquest fet ha estat interpretat per alguns experts com una dada que qüestiona l'autoria de Bassa.
En un segon contracte signat el 8 de març de 1346, s'especificaven les condicions de qualitat i el programa iconogràfic inspirat en les devocions franciscanes, representant la passió de Crist, els goigs de la Mare de Déu i diverses figures de sants:
| « | És convingut entre la senyora abadessa de Pedralbes i en Ferrer Bassa que el dit Ferrer pinti de bons colors amb oli la capella de Sant Miquel, que és de la dita senyora abadessa, i que en aquesta hi faci els set goigs de madona Santa Maria, espaiosament i amb totes aquelles figures que hi sigui menester. També que faci set històries de la passió de Jesucrist. La primera, quan Jesús va ser pres; la segona, quan va ser jutjat davant Pilat, velat, ferit i escarnit; la tercera, quan va ser penjat a la creu; la quarta, quan va morir a la creu, amb els dos lladres, Maria i les altres Maries, Joan i el centurió amb els altres jueus; la cinquena, quan va ser davallat de la creu; la sisena, quan va ser posat al monument; la setena, la pietat amb Maria i Joan. També ha de fer sant Miquel, sant Joan Baptista, sant Jaume, sant Francesc, santa Maria [sic] Clara, santa Eulàlia, santa Caterina i sant Antoní de Pàmies, diaca. També una majestat amb dos àngels sobre la porta, dins la capella. I totes les imatges han de tenir les diademes i la passamaneria d'or bo. | » |

Sobre aquest encàrrec es varen produir certs canvis. El més destacat és la realització en fresc combinant-lo, això si, amb l'oli que fixava el contracte. L'altre canvi es produeix en les escenes representades. El cicle dels set Goigs de Maria inclou habitualment la Resurrecció de Jesús, una escena que, en aquest cas, es repeteix al cicle de la Passió i que expressament s'esmentava al contracte. Per tant, Bassa té un espai lliure dins el relat marià dels goigs on decideix situar l'escena del Triomf de Maria i la converteix, a més, en l'escena central. Es tracta de la Maestà que es va popularitzar iconogràficament a Itàlia de la mà de Simone Martini.
També hi ha canvis als retrats dels sants; sant Antoní no va ser representat i, per contra, s'afegiren: sant Domní, Honorat, Agnès, Elisabet d'Hongria, Bàrbara, Esteve, Aleix i Narcís.
La seva realització va durar 240 dies, entre Pasqua, abril, i novembre de 1346. D'aquests, 152 correspondrien a les operacions fonamentals de pintura i uns 88 a tasques de preparació, muntatge de bastides i temps per esperar l'assecat del fresc abans d'aplicar la pintura al fresc.
La relació del monestir amb Ferrer Bassa no es va limitar a aquest encàrrec, ja que el 1348, Francesca Saportella, la mateixa abadessa de l'encàrrec de la cel·la de Sant Miquel, va encarregar a Ferrer i al seu fill Arnau Bassa la construcció de diversos retaules. Un d'ells dedicat a Sant Antoní de Pàmies per a ubicar a la cel·la de Santa Isabel i Sant Antoni. Probablement, no era un retaule de grans dimensions, sinó més aviat una taula, tal com rectifica el contracte unes línies més avall quan esmenta una tabula. També li va encarregar pintar la paret dels peus de l'església amb l'arbre de la vida, els dotze apòstols i els goigs de Nostra Senyora. Unes obres que, o bé no es varen arribar a fer per la prematura mort dels pintors el mateix 1348, o s'han perdut.
La cel·la va ser utilitzada com a arxiu des d'un moment no documentat i fins al 1801. Aquest ús va comportar instal·lar estanteries a tot el voltant, una intervenció que podria haver destruït els frescos, però que es varen situar seguint les línies de separació entre els dos pisos de pintures. Una altra obra que consta documentada el 17 d'abril de 1767, consistí a obrir una finestra, probablement per millorar la il·luminació de l'arxiu. Posteriorment, se li va canviar la funció i s'hi col·locaren armaris per a la bugada.
L'autoria de l'obra, tant per la documentació existent com pel seu estil, ha estat majoritàriament atribuïda a Ferrer Bassa, probablement acompanyat d'un altre pintor del seu taller, potser el seu propi fill Arnau. Això no obstant, el 1996, el catedràtic d'Història de l'Art de la Universitat Autònoma de Barcelona, Joaquín Yarza va negar aquesta autoria, comparant l'estil amb escenes similars del Llibre d'hores de la reina Maria de Navarra.
Tot i haver transcorregut prop de set-cents anys des de la seva execució, la decoració de la capella de Sant Miquel s'ha preservat completa i pràcticament intacta, un fet extraordinari que es deu a la protecció que li han proporcionat la clausura, la mateixa comunitat i l'allunyament del monestir del centre de la ciutat.

## Descripció de les escenes

### Estructura
La capella és una peça petita d'uns 20 m² amb unes mides màximes de 5,8 × 3,8 metres i una alçària màxima de 4,5 m. La planta de la capella és molt irregular, perquè està situada entre els contraforts de l'absis de l'església. Si bé totes les parets contenen pintures, la superfície que segueix un discurs iconogràfic, se situa en tres grans murs que, com si es tractés d'un tríptic sense obrir totalment, es troben enfront de la porta d'accés. La paret del costat dret no arriba a tocar el mur on hi ha la porta, i la forma del contrafort en aquest punt forma un racó amb tres panys de paret de reduïdes dimensions. D'altra banda, la porta d'entrada s'obre en un envà que, de fet, tanca un gran arc parabòlic. Tant les pintures de l'esmentat racó del costat dret com les parts baixes de l'intradós de l'arc contenen una col·lecció de retrats de sants i santes de cos sencer. Per acabar, l'envà on està la porta i les finestres així com la part alta de l'intradós estan decorats amb imatges dins de tondos, dibuixos geomètrics i amb imitació de marbre als espais lliures, que, en conjunt donen a l'estança un clar estil prerenaixentista. En total sumen 75 m² de pintures murals, que es completen amb la decoració de l'embigat.
Les pintures dels tres murs centrals estan inspirades per les devocions franciscanes amb dos relats iconogràfics arrenglerats en sengles pisos, d'1,80 m d'alçada cadascun, del pseudo tríptic: el superior presenta escenes de la Passió i mort de Jesús, i l'inferior mostra els set goigs de la Mare de Déu. En total són catorze escenes, set en cada pis, considerades una obra mestra de l'italianisme hegemònic en la pintura gòtica del segle xiv. A la banda baixa, hi ha un arrambador d'1,10 m a tot el voltant que devia estar pintat amb simulació de marbre -com a altres zones del costat de la porta- i que han estat repintades.

### Cicle de la Passió
El pis superior dels tres murs que, com si fos un gran tríptic, presenta les escenes principals, està dedicat al cicle de la Passió de Crist amb un total de set episodis. Les dues escenes del mur esquerre estan dedicades a moments anteriors a l'aparició de la Creu. Al mur central hi ha tres escenes amb la fase culminant de la mort de Jesús, des del Camí del Calvari fins a la Crucifixió i el Davallament. Per acabar, al mur dret es representen dos quadres amb una pietà i l'enterrament de Jesús.
| Imatge | Dades | Dades |
| --- | --- | ----- |
| | La detenció de Jesús |       |
| giornate 15-16 | Pintura en túniques. |       |
| Mur esquerre, carrer esquerre | |       |
| Aquesta pintura sintetitza tres escenes: Crist rebent la visita de l'àngel, Pere tallant l'orella de Malcus［Joan 18:10］ i la detenció de Jesús［Joan 18:10］. L'escena amb l'àngel està situada a l'extrem superior esquerre i presenta Jesús dalt d'un risc vestit amb una túnica rosada i un mantell de color blau fosc. La seva figura, lògicament amb la mateixa vestimenta, es troba també a la part central de la composició mentre és detingut per un grup de soldats, alguns d'ells amb torxes i amb pals què van vestits amb túniques de diferents colors molt vius. Tant aquesta escena com la de Pere, vestit amb un mantell d'un color groc viu, tallant-li l'orella a Malcus, el criat del gran sacerdot, es desenvolupa sobre el bancals de l'hort, tot trepitjant les verdures, una imatge insòlita. Destaca la serenitat de la figura de Jesús enmig de totes les altres que expressen dinamisme, una solució utilitzada anteriorment per Pietro Cavallini. Tant la composició i distribució dels personatges com el color manifesten una clara influència del Bes de Judes de la Capella dels Scrovegni de Giotto. | |       |
| | Els improperis |       |
| giornate 17-19 | Pintura en robes Jesús i Pilat, i terra |       |
| Mur esquerre, carrer dret | |       |
| El títol «improperis» correspon a l'oració litúrgica escrita al segle ix on Jesús recriminava al seu poble per haver-lo portat a la mort, tot dient: «Poble meu, ¿que t'he fet, en que t'he ofès ? Respon-me.....». Ara bé, l'escena correspon al Judici a Jesús,［Joan 18:28:38］ quan els sacerdots del sanedrí Annàs i Caifàs el consideren culpable però el porten davant de Pilat perquè sigui ell qui el condemni.［Joan 18:12:27］ La imatge presenta una habitació amb Jesús amb les mans lligades mentre és vexat per tres guardians. Davant Pilat hi ha les figures d'Annàs i Caifàs, un d'ells amb una vestimenta molt acolorida que centra l'escena. A la porta de la sala hi ha una dona angoixada que intenta entrar mentre un soldat no li ho permet. El pensador Giovanni Papini identificava aquesta dona, com l'esposa de Jesús, si bé pot tractar-se d'alguna de les tres Maries. | |       |
| | Camí del Calvari |       |
| giornate 20-23 | Pintura en robes de Jesús, creu i parts metàl·liques soldat |       |
| Mur frontal, carrer esquerre | |       |
| Es tracta d'una escena amb molts personatges amb túniques de colors amb la figura destacada de Jesús al centre amb una túnica morada. Sosté, sobre l'espatlla dreta, la Creu que forma una diagonal en la composició; porta la corona d'espines i una corda al coll que sosté un soldat davant seu. Darrera, el segueix un altre soldat amb una vestimenta groga, llança i escut, que s'interposa entre Jesús i les Tres Maries situades a l'extrem esquerre de l'escena. Com a l'escena de la Detenció de Jesús, crida l'atenció la cura de l'artista per captar la vegetació als peus dels personatges. Segons Sanpere i Miquel, la composició suposa un punt de mestria en aconseguir un efecte de dinamisme on "Jesús marxa, els saions estiren i vigilen la seva víctima, els soldats avancen, la bella figura del centurió imposa ordre en el públic, i les tres Maries marxen arrossegades per la multitud sense més esperança que el cel." | |       |
| | La Crucifixió |       |
| giornate 24-28 | Pintura en robes de les tres Maries i sant Joan, mantells i parts metàl·liques de l'uniforme dels soldats |       |
| Mur frontal, carrer central | |       |
| La seva posició central li dona un caràcter principal situat sobre l'escena del Triomf de la Mare de Déu, com si es tractés d'un Calvari a l'àtic d'un retaule. Les tres creus, molt fines, destaquen sobre un cel blau fosc. Només la Creu de Jesús disposa d'hipopodium mentre que els dos lladres tenen els peus lligats al pal. Tots tres, però, tenen les mans clavades, a diferència d'altres calvaris on només Jesús les té clavades. Jesús porta un perizonium molt transparent i les hemorràgies de les mans i del costat són exagerades i ingènuament irreals. Els assistents estan en dos grups, a l'esquerra la Mare de Déu mentre defalleix subjectada per les dues Maries,［Joan 19:25］ totes ells amb mantells de vius colors. Al seu costat hi ha Joan Baptista, separat del grup i amb la mirada perduda. A la banda dreta se situen dos soldats amb unes vestimentes massa vistoses; un d'ells ja apareix custodiant Jesús a l'escena del Camí del Calvari, l'altre sosté una llança i podria tractar-se de Longinus. Darrera d'ells hi ha un ancià que podria tractar-se d'un príncep dels sacerdots.             | |       |
| | El Davallament de la Creu |       |
| giornate 29-31 | Pintura en túniques |       |
| Mur frontal, carrer dret | |       |
| Tal com descriuen els evangelis, Josep d'Arimatea està agafant el cos de Crist per preparar-lo per a l'enterrament. A Joan 19:38-42 hi afegeix un assistent, Nicodem, que a l'escena està arrancant els claus de Crist. A l'esquerra se situen Maria, sant Joan i les Maries. Aquestes personatges no s'esmenten a cap dels Evangelis, però durant l'edat mitjana, la narrativa de la Passió es va tornar més elaborada, i es parava més atenció al paper de la Mare de Déu. Un exemple és un text anònim del segle xiv, Meditationes de Vita Christi, potser de Ludolf de Saxònia. La medievalista Barbara Lane ha suggerit que aquest passatge del Vita Christi podria ser la font de moltes obres pintades sobre el tema del davallament. | |       |
| | La Pietà |       |
| giornate 32-37 | Pintura en túniques, llevat de la Marededéu |       |
| Mur dret, carrer esquerre | |       |
| Tots els personatges de l'escena es concentren al terç inferior, un fet que es compensa amb la creu i l'escala que, situades al centre, formen un triangle virtual que equilibra el conjunt. Al centre hi ha la Mare de Déu sostenint als seus braços el cos de Jesús que atreu l'atenció ocupant la meitat dreta de la imatge. A més de Maria, Josep d'Arimatea està subjectant els peus de Jesús. | |       |
| | L'enterrament |       |
| giornate 39-43 | Pintura en túniques i meitat inferior de l'escena |       |
| Mur dret, carrer dret | |       |
| L'episodi es recull a tots els Evangelis: \| « \| Josep (d'Arimatea) prengué el cos i el va dipositar en un sepulcre nou, que ell s'havia fet tallar a la roca. Després va fer rodolar una gran pedra a l'entrada del sepulcre i se n'anà. També eren allà Maria Magdalena i l'altra Maria, assegudes enfront del sepulcre.［Mt 27:59-61］ \| » \| La composició de l'escena aconsegueix centrar l'interès en el rostre de Crist, ja que tots els personatges tenen la seva trista mirada fixada sobre ell, formant un cercle amb les seves posicions dins l'escena. Destaca un sentimentalisme devot introduït per l'escola d'Occident durant els segles xiii i xiv. | |       |
| « | Josep (d'Arimatea) prengué el cos i el va dipositar en un sepulcre nou, que ell s'havia fet tallar a la roca. Després va fer rodolar una gran pedra a l'entrada del sepulcre i se n'anà. També eren allà Maria Magdalena i l'altra Maria, assegudes enfront del sepulcre.［Mt 27:59-61］ | »     |

### Goigs de Maria
Els Set Goigs de Maria és una devoció popular a certs esdeveniments de la vida de la Mare de Déu, sorgida d'un trop de literatura i art devocional medieval. Els esdeveniments considerats tradicionalment els Set Goigs de Maria són: L'Anunciació, Nativitat de Jesús, Adoració dels Reis Mags, Resurrecció de Jesús, Ascensió de Jesús, Pentecosta i Coronació de Maria.
Com s'ha esmentat, Ferrer Bassa va bescanviar l'escena de la Resurrecció per la del Triomf de Maria. D'aquesta forma, la lectura cronològica dels quadres situa les tres primeres escenes i les tres últimes del pis inferior com a episodis anteriors i posteriors del Cicle de la Passió què ocupa el pis superior.
| Imatge | Dades | Dades |
| --- | --- | ----- |
| | L'Anunciació |       |
| giornate 56-58 | Pintura en túniques àngel i Maria, fris porxo |       |
| Mur esquerre, carrer esquerre | |       |
| L'escena té lloc en un espai tancat per un mur de cassetons de marbre; sembla un espai a l'aire lliure en el que Maria està sota un edicle, com si es tractés d'una imatge precursora de l'hortus conclusus inspirat en el Càntic dels Càntics,［Càntic 4:12］ una iconografia medieval sobre la virginitat perpètua de Maria que va aparèixer sobtadament com a simbolisme en pintures i il·luminacions de manuscrit al voltant de 1400,. L'ambientació té un marcat estil renaixentista amb elements arquitectònics de l'art clàssic de Lorenzetti i tan sols una referència gòtica al fris de la part superior esquerra del mur de fons. El color dels mantells de l'àngel i Maria són vermell i blau respectivament, com a l'Anunciació de santa Reparata de Giotto, una combinació que esdevendria habitual al XV en obres italianes com les diferents "Anunciacions" de Fra Angelico o pels primitius flamencs com succeeix a l'Anunciació Friedsam i al Llibre d'hores de Boucicaut. La postura de Maria és de sorpresa davant l'aparició de l'àngel que es troba suspès a l'aire, una representació sense referència prèvia a la pintura italiana. | |       |
| | El Naixement de Jesús |       |
| giornate 59-62 | Pintura en túnica Sant Josep i àngels |       |
| Mur esquerre, carrer dret | |       |
| Es representa simultàniament l'escena del Naixement amb l'Adoració dels pastors. El Naixement està a l'esquerra, si bé centra l'atenció de l'observador en ocupar dues terceres parts de la composició i situar, quasi al centre, a sant Josep com una figura secundària d'aspecte trist, una iconografia habitual per l'època. El naixement mostra un pessebre dins una cova amb una teulada a la porta que no guarda un bon efecte de perspectiva, tal com si s'aprecia en el mateix element a l'escena següent de l'Adoració dels reis. El Nen Jesús està embolcallat en unes venes jagut dins d'un cistell, sobre una menjadora plena de palla, i custodiat per l'ase i el bou, simbòlicament associats amb el judaisme (bou) i el paganisme (ase) segons una interpretació del text d'Isaïes on diu «Un bou coneix el seu propietari, i un ase, l'estable del seu amo, però a mi, Israel no em coneix, el meu poble m'ignora».［Isaïes 1:3］ Al peus de Jesús la imatge de Maria pregant agenollada, una novetat apareguda el segle xiv ja que abans s'acostumava a representar ajaguda en un llit. A la part superior hi ha un grup d'àngels que irradia llum cap a l'escena del Naixement i probablement cantant Gloria in Excelsis Deo, una imatge que es va començar a representar a partir del segle vi. Al seu costat, un altre àngel que anuncia la notícia als pastors. Just sota d'ells, Bassa va pintar uns arbres que separen ambdues escenes i que destaquen per la tècnica pseudo-puntillista que va fer servir i que, tot i el valor actual que se li dona a aquesta capacitat de conceptualitzar amb pocs traços, Sanpere i Miquel els titllava de «figures inversemblants». L'escena dels pastors és una composició curiosament escairada, amb un personatge que mira sorprès al cel amb una torsió del cap que el singularitza. | |       |
| | Adoració dels mags |       |
| giornate 63-65 | Pintura en túniques reis mags |       |
| Mur frontal, carrer esquerre | |       |
| L'escena representa l'Adoració dels reis mags o Epifania està centrada en la figura de la Mare de Déu amb l'infant, i destaca l'absència de sant Josep, una característica que també es pot observar al saltiri anglocatalà, acabat per Ferrer Bassa el 1340. Els reis tenen una mida clarament inferior a la Marededéu, seguint l doctrina practicada per alguns pintors en què les figures divines en proporcions superiors al natural.El rei Melcior està agenollat davant el Nen, mentre Gaspar i Baltasar se situen darrera i parlen entre ells. Al fons dels personatges hi ha un turó, al peu del qual dos patges subjecten els cavalls. Els reis mags representen les tres edats de l'home, no les diferents races, ja que la iconografia representant la pluralitat ètnica va començar a partir del segle xv. La posició del rei Melcior és la més simbòlica, doncs toca suaument el peu del Nen mentre deixa a terra la seva corona, que era una incrustació de daurat en el fresc i que avui ha desapareguda. L'Epifania representa el reconeixement del Messies per part dels representants de la humanitat pagana, la conversió cristiana i un signe de fidelitat i submissió a l'ésser diví. | |       |
| | Triomf de la Mare de Déu |       |
| giornate 66-74 | Pintura en túniques d'àngels |       |
| Mur frontal, carrer central | |       |
| Bassa va incloure aquesta escena del Triomf de Maria dins el relat marià dels goigs i la convertí en l'escena central. Es tracta de la Maestà característica de l'art romà d'Orient que es va popularitzar iconogràficament a Itàlia de la mà de Simone Martini. És una figura amb el Nen Jesús asseguda en un tron triomfal de respatller triangular cobert amb robes vermelles estampades. El posat de Maria amb una inclinació lateral del seu cap, el rostre oval i els ulls oblics li confereixen una imatge dolça d'inspiració italiana. El Nen Jesús es força diferent a l'escena anterior i més aviat té l'estil de Martini; sosté a la seva mà un ocell exòtic de plomatge verd. Envoltant Mare i Nen hi ha exèrcit d'àngels amb rostres delicats similars al de la Mare de Déu, un altre signe de l'abandonament de l'estil franco-gòtic per part de Bassa en favor de l'italià. | |       |
| | La Resurrecció de Jesús |       |
| giornate 75-77 | Pintura en túniques |       |
| Mur frontal, carrer dret | |       |
| L'escena esta enquadrada dins una cova buida i mostra la tomba buida després de la Resurrecció de Jesús quan és descoberta per les tres Maries. El passatge bíblic es descriu als quatre evangelis, si bé la narració de Marc 16:1-6 coincideix amb aquesta escena, tant per la presència de les tres dones com per la posició de l'àngel que els anuncia la resurrecció assegut al sepulcre buit i vestit de blanc. En contrast, les dones porten robes de colors vius; les dues de l'esquerra tenen una reacció de sorpresa, i d'atenció expectant al missatge la que es troba al costat de l'àngel. La del mig porta un pot amb olis aromàtics, tal com es descriu als versets esmentats. | |       |
| | L'Ascensió |       |
| giornate 78-79 | Pintura en túniques, llevat Jesús i Maria |       |
| Mur dret, carrer esquerre | |       |
| L'Ascensió és un passatge descrit als Fets dels Apòstols 1:9-11 on Jesús després de la seva resurrecció es presenta davant els seus deixebles, els anuncia que vindrà sobre ells la força de l'Esperit Sant, és a dir la Pentecosta, i se'n va cap al cel, levitant. La composició mostra dues parts força diferenciades, la inferior amb la Mare de Déu i els apòstols i la superior amb Jesús flotant en l'aire assegut en un núvol lluminós de color blau clar que destaca del fons també blau. La figura de Jesús es mostra serena mentre beneeix amb la mà als congregats a la part baixa. Porta un mantell blau que es diferencia del cel pel seu perfilat. Un conjunt de sis àngels, tres a cada costat, el glorifiquen en la seva ascensió. Són figures delicades amb unes mans molt elaborades on s'aprecia la forma còncava pràcticament inexistent en pintures anteriors. La part inferior de l'escena té com a figura central i destacada a la Mare de Déu en posició orant i rodejada dels apòstols que, exageradament, miren al cel per observar l'ascensió del Messies. Els seus rostres són d'un gran realisme i cal pensar que Ferrer Bassa va fer servir com a models a persones del seu entorn. | |       |
| | La Pentecosta |       |
| giornate 86-87 | Pintura en túniques dels sants |       |
| Mur dret, carrer central | |       |
| La Pentecosta o celebració de l'Esperit Sant, descriu la festa del cinquantè dia després de la Pasqua, del Diumenge de Resurrecció. Durant la Pentecosta o Pasqua Granada, se celebra el descens de l'Esperit Sant sobre els apòstols, com a confirmació de tots ells per a difondre la paraula de Déu. Aquest esdeveniment havia estat anunciat durant l'Ascensió i es recull als Fets dels Apòstols 1:8 Aquest esdeveniment va suposar, de fet, l'inici de l'activitat de l'Església de Crist. Bassa presenta una composició que cerca la perspectiva, amb els apòstols asseguts en un banc quasi poligonal que remarca la unió de tots ells al voltant de Maria, que representa l'Església. L'Esperit Sant apareix desdibuixat al centre de la part superior amb uns raigs de llum que no es concreten en les tradicionals llengües de foc que haurien descendit sobre ells tal com es descriu als Fets dels Apòstols: \| « \| Llavors se'ls van aparèixer unes "llengües de foc", que es distribuïen i es posaven sobre cada un d'ells. Tots van quedar plens de l'Esperit Sant i començaren a parlar en diverses llengües, tal com l'Esperit els concedia d'expressar-se. \| » \| \| — Fets dels Apòstols 2:3-4 \| \| \| | |       |
| | La coronació de Maria |       |
| giornate 80-85 | Pintura en túniques, llevat la de Jesús |       |
| Mur dret, carrer esquerre | |       |
| La Coronació de Maria és un tema de l'art cristià, especialment popular a Itàlia entre els segles XIII al XV, en que Jesús, a vegades acompanyat per Déu Pare i l'Esperit Sant en forma d'un colom, posa una corona al cap de Maria com Reina del Cel. A les primeres versions l'escena, com en aquest cas, és un Cel imaginat com una cort terrenal, atesa per sants i àngels; en versions posterior és més sovint vist com un cel blau, amb les figures assegudes en núvols. Les figures centrals de Jesús coronant sa mare estan enquadrades per un tapís de fons d'un suau color blau amb incrustacions metàl·liques que simulen l'estampat de la tela. Estan rodejats per sis àngels a la part superior de l'escena i dos als extrems inferiors. Els quatre que s'ubiquen a les cantonades estan tocant instruments musicals: dues varietats de flautes els de la part superior llaüts els de la part inferior. | |       |
| « | Llavors se'ls van aparèixer unes "llengües de foc", que es distribuïen i es posaven sobre cada un d'ells. Tots van quedar plens de l'Esperit Sant i començaren a parlar en diverses llengües, tal com l'Esperit els concedia d'expressar-se. | »     |
| — Fets dels Apòstols 2:3-4 | |       |

### Retrats de sants
Els retrats de sants que hi ha a la cel·la s'ubiquen en espais secundaris tot i ser d'una qualitat similar a la resta del conjunt. Responen a dos formats segons la seva ubicació, així al racó del costat dret, els panells són apaïsats amb dues o tres figures; mentre que a l'intradós de l'arc d'accés i a l'extrem d'un dels contraforts, amb menys superfície de treball, les figures es presenten individualment. En tots els casos els personatges estan de cos sencer sobre un fons neutre de color blau amb una inscripció amb el seu nom a 'alçada del seu cap.
| Imatge | Dades                                       | Dades |
| --- | ------------------------------------------- | ----- |
| | Sant Miquel i Sant Joan                     |       |
| giornate 44, 46-48 | Pintura en vestits Sant Miquel              |       |
| Racó dret, pis superior |                                             |       |
| Es tracta de dos retrats amb ambientacions independents. A l'esquerra la figura de sant Miquel arcàngel amb la bàscula està realitzant el pesatge dels mèrits i males accions del difunt per a fixar el seu destí diví. La utilització iconogràfica de la bàscula als textos cristians ja s'esmenta a l'Antic Testament al passatge de Job 31:5-6: «He fet camí amb la mentida?, he corregut cap al frau?. Que Déu em pesi amb balances de justícia i reconeixerà la meva integritat!». La tradició va situar aquest arcàngel com l'encarregat en nom de Déu d'executar el pesatge, en associar-lo a la seva missió d'àngel protector del poble elegit. Bassa representa una figura elegant i lleugera, lluny de la imatge de Miles Christi amb armadura. Rostre ovalat, ulls orientals i mirada obliqua ressalten sobre el fons fosc. La imatge de sant Joan Baptista, a la dreta, està contextualitzada amb el seu entorn d'ermità. Va abillat amb pells de tons vermellosos, descalçat, amb barba i cabells desordenats. Està a la porta d'una cova en referència a la seva vida ascètica en un espai decorat amb herbes i arbres. A la mà porta una mena de filacteri amb el text [E]CCE A / GNUS D / EI ECCE 7 QUITOL / LIS PEC /ATA MU / NDI. L'autor, seguint els cànons de l'escola senesa cerca la caracterització dels personatges, plàstic i ple sant Miquel, ascètic i esquàlid sant Joan; com si fossin dos pols, com el cel i la terra o com si un personatge fos real i l'altre ideal. |                                             |       |
| | Sant Francesc i Santa Clara                 |       |
| giornate 92-93 | Pintura en túniques                         |       |
| Racó dret, pis inferior |                                             |       |
| Es tracta dels dos sants d'Assís que Bassa representa amb una lleugera inclinació de la seva mirada cap al centre, com si es miressin entre si. Sant Francesc porta el tradicional hàbit franciscà de color marró i sosté una creu a la seva ma esquerra, mentre amb la dreta assenyala la nafra de la seva crucifixió. Clara d'Assís, fundadora de l'orde de religioses del monestir està presentada amb l'hàbit de color fosc i porta a la mà un llibre vermell que dona un contrapunt de color al conjunt què és considerat un dels millors de la capella, tot i tenir alguns errors com la manca d'encaix de la mà de la santa (feta en fresc) dins del bocamànigues (fet a l'oli). Entre els dos personatges, a la part baixa de la pintura, hi ha un graffiti d'època medieval, amb la inscripció Nomoblide / diguila a johan / a iiii de setembre de m cccc xv. Clausura poc hermètica \| « \| Digues a en Joan que no m'oblidi. \| » \|hi diu un grafit que rasca la pintura del mural, enmig de Sant Francesc i Santa Clara, arran de la ratlla blanca que fa d'horitzó. El missatge desesperat, o la gamberrada, segons com es miri --és el grafit més antic de Barcelona, datat del 1415--, fa volar la imaginació. que fos l'intent desesperat d'una monja per fer arribar un missatge al seu enamorat, és la interpretació més evident, però, era possible mantenir una relació des de la clausura?. Sabem que, en la segona meitat del segle xiv, el monestir de Pedralbes s'havia posat de moda entre l'aristocràcia. enlluernades per la figura de la reina fundadora, la carismàtica Elisenda de Montcada, moltes enyores que sentien certes vel·leïtats místiques van aconseguir ingressar aquest convent privilegiat, tot i que amb escassa convicció. Fugien potser d'altres realitats, però sense abdicar totalment de les coses terrenals, i això va comportar una certa relaxació en l'observança de la clausura. L'abús devia ser bastant notable, fins al punt que diversos reis van signar decrets prohibint l'entrada al monestir dels familiars de les religions. En l'època del grafit, per tant, la clausura no era tant hermètica ni rigorosa, i això podia donar peu a relacions clandestines. S'han trobat altres inscripcions a les pintures del claustre, versos melangiosos de poesies trobadoresques, sembla que escrites per la mateixa mà, que imaginem tremolosa i angoixada. |                                             |       |
| | Sant Jaume i Sant Domní i Sant Honorat      |       |
| giornate 49-51. Domní i Honorat no constaven al contracte | Pintura en túniques                         |       |
| Racó dret, pis superior |                                             |       |
| No existeix cap relació entre aquests tres sants i només Jaume estava previst al contracte. Bassa representa unes imatges de força realisme i expressivitat amb un traç difuminat als rostres allunyats de les línies dures habituals al segle xiv. Sant Jaume vesteix unes robes de colors càlids i té una mirada penetrant. Sant Domní vesteix una dalmàtica de colors vermellosos similars a Jaume i el seu rostre mostra un to melancòlic. Aquesta figura, com la de santa Caterina al pis inferior, estan afectades per una filtració d'aigua que hi va haver. A la dreta, sant Honorat d'Arle, elegantment vestit amb colors clars i amb un bàcul platejat a la seva mà esquerra. Aquesta figura pot haver estat afegida al pla inicial per l'estreta relació entre Barcelona i Arle. |                                             |       |
| | Santa Agnès, Santa Caterina i Santa Eulàlia |       |
| giornate 88-90. Agnès no constava al contracte | Pintura en túniques                         |       |
| Racó dret, pis inferior |                                             |       |
| La figura de l'esquerra representa Agnès d'Assís, germana de Clara d'Assís, fundadora de l'orde de les clarisses. Porta una túnica brodada en verd i groc que mostra el folre blanc i vermell per les obertures de les mànigues. Porta a les mans un tondo amb un Agnus Dei, similar al que hi ha sobre de la porta d'accés, que simbolitza el seu martiri precoç. La figura del centre correspon a Caterina d'Alexandria vestida amb túnica i mantell vermell. Sosté els seus símbols: llibre, palma i la roda dentada del seu martiri. El seu rostre ample i arrodonit i uns grans ulls li confereixen un port propi d'una dama de la cort. A la dreta hi ha el retrat d'Eulàlia de Barcelona amb un vestit verd fosc. Del seu rostre oval destaquen uns ulls ametllats amb un blanc intens, un nas allargat i cabells rossos. Els retrats amb la seva elegància i solemnitat representen el cànon de bellesa femenina de l'època. És un dels conjunts que ha patit més agressions, conseqüència d'una obertura feta per col·locar un armari i d'uns aiguats que van caure des del pis superior. |                                             |       |
| « | Digues a en Joan que no m'oblidi.           | »     |

| Imatge | Dades | Dades | Imatge | Dades                    | Dades                    |
| --- | --- | --- | --- | ------------------------ | ------------------------ |
| | Sant Esteve | Sant Esteve | | Santa Elisabet d'Hongria | Santa Elisabet d'Hongria |
| giornata 53. No constava al contracte | Pintura en túniques | giornata 95. No constava al contracte | Pintura en túniques |                          |                          |
| Intradós esquerre, part superior | Intradós esquerre, part superior | Intradós dret, part superior | Intradós dret, part superior |                          |                          |
| És una figura jove, elegantment vestit amb una dalmàtica de color blanc, rosat i daurat. L'artista va voler imprimir un estil de tendències humanistes en la faç del sant que esbossa un lleu somriure i uns ulls petits i vivaços que li confereixen un aire jovenívol. Un rostre inspirat amb el del mateix sant vestit de diaca del desaparegut políptic de sant Gimignano d'Ugolino Lorenzetti. Sobre el seu tonsurat cap hi ha dues pedres, atributs del seu martiri per lapidació. El seu nimbe en relleu i amb restes de daurat sobresurt de la superfície del mur. A la seva mà dreta sosté un llibre de color blau i a l'esquerra la palma, símbol del martiri. | És una figura jove, elegantment vestit amb una dalmàtica de color blanc, rosat i daurat. L'artista va voler imprimir un estil de tendències humanistes en la faç del sant que esbossa un lleu somriure i uns ulls petits i vivaços que li confereixen un aire jovenívol. Un rostre inspirat amb el del mateix sant vestit de diaca del desaparegut políptic de sant Gimignano d'Ugolino Lorenzetti. Sobre el seu tonsurat cap hi ha dues pedres, atributs del seu martiri per lapidació. El seu nimbe en relleu i amb restes de daurat sobresurt de la superfície del mur. A la seva mà dreta sosté un llibre de color blau i a l'esquerra la palma, símbol del martiri. | La seva presència es relaciona amb la semblança entre Santa Elisabet de Portugal, rebesneta de la santa d'Hongria i Elisenda de Montcada, ja que totes dues es varen casar joves, varen enviudar i es varen retirar a un monestir. Va vestida en tons grocs i roses i estufa la falda de la túnica amb les mans per recollir flors. El seu port és esvelt i aristocràtic, el seu rostre és tranquil, els seus ametllats, la mirada baixa. Es tracta d'una religiosa del Tercer Orde Franciscà i la seva presència en el programa iconogràfic denota la relació de la Corona d'Aragó amb aquest orde d'un perfil humanista propera a l'heretgia, en aquella època. | La seva presència es relaciona amb la semblança entre Santa Elisabet de Portugal, rebesneta de la santa d'Hongria i Elisenda de Montcada, ja que totes dues es varen casar joves, varen enviudar i es varen retirar a un monestir. Va vestida en tons grocs i roses i estufa la falda de la túnica amb les mans per recollir flors. El seu port és esvelt i aristocràtic, el seu rostre és tranquil, els seus ametllats, la mirada baixa. Es tracta d'una religiosa del Tercer Orde Franciscà i la seva presència en el programa iconogràfic denota la relació de la Corona d'Aragó amb aquest orde d'un perfil humanista propera a l'heretgia, en aquella època. |                          |                          |
| | Sant Aleix | Sant Aleix | | Santa Bàrbara            | Santa Bàrbara            |
| giornata 99. No constava al contracte | | giornata 111. No constava al contracte | |                          |                          |
| Intradós esquerre, part inferior | Intradós esquerre, part inferior | Intradós dret, part inferior | Intradós dret, part inferior |                          |                          |
| La seva presència deu respondre al fet que és el patró de la reina fundadora (Elicsen o Elicsendis, que obtindria el femení amb el sufix -enda). És una figura que transmet melancolia mitjançant els seus ulls ametllats, amb grans iris foscos que es troben mig aclucats amb un efecte enigmàtic. Va vestit amb una capa franciscana de color marró i se sosté sobre un nuós bastó llarg. | La seva presència deu respondre al fet que és el patró de la reina fundadora (Elicsen o Elicsendis, que obtindria el femení amb el sufix -enda). És una figura que transmet melancolia mitjançant els seus ulls ametllats, amb grans iris foscos que es troben mig aclucats amb un efecte enigmàtic. Va vestit amb una capa franciscana de color marró i se sosté sobre un nuós bastó llarg. | La figura de Bàrbara de Nicomèdia està vestida en colors daurats tant la túnica com el mantell, finament adornats amb franges bordades de color vermell. Destaca el seu rostre amb una cara ovalada, amb pòmuls rosats i unes celles i un nas sensiblement dibuixats; els ulls, lleugerament esbiaixats, li confereixen una mirada penetrant. A la seva mà dreta sosté la torre, el seu atribut iconogràfic, en aquest cas amb un disseny similar a les torres de refugi de la costa catalana. | La figura de Bàrbara de Nicomèdia està vestida en colors daurats tant la túnica com el mantell, finament adornats amb franges bordades de color vermell. Destaca el seu rostre amb una cara ovalada, amb pòmuls rosats i unes celles i un nas sensiblement dibuixats; els ulls, lleugerament esbiaixats, li confereixen una mirada penetrant. A la seva mà dreta sosté la torre, el seu atribut iconogràfic, en aquest cas amb un disseny similar a les torres de refugi de la costa catalana. |                          |                          |
| | Sant Narcís | | |                          |                          |
| giornata 94. No constava al contracte | | | |                          |                          |
| Racó dret, escaire del contrafort | | | |                          |                          |
| És una figura amb una combinació de colors delicats i lluminosos. La casulla de formes arrodonides és de color verd i groc amb folre vermell, i l'alba és en blanc. Es desconeix la raó de la seva presència a la col·lecció i, tot i estimar que es tracta del bisbe de Girona, no hi ha cap element que asseguri que no es tracta del bisbe de Jerusalem. | | | |                          |                          |

### Murs de la porta d'entrada

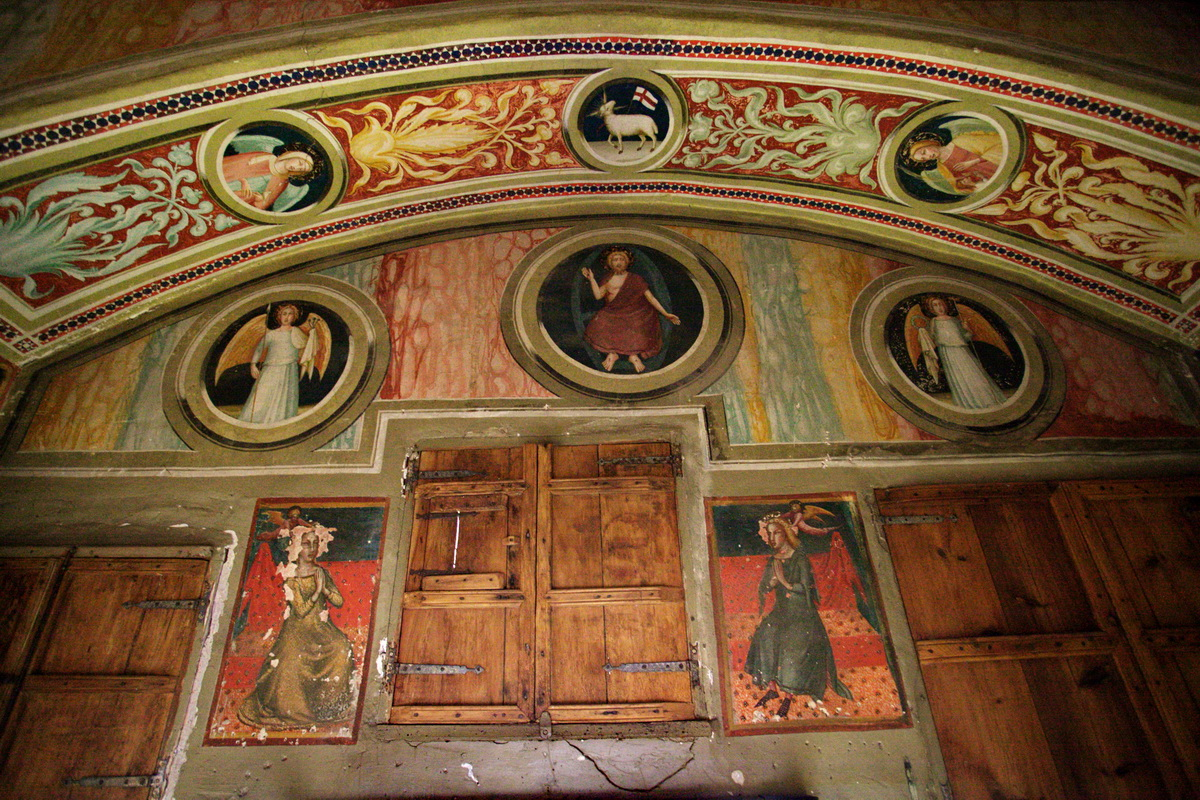
Pintures de la paret on està l'accés a la capella

La paret on s'ubica la porta d'accés és un envà que cega un gran arc que se sustenta entre contraforts.
En aquesta superfície la pintura no s'estructura en registres amb un relat, sinó que està composta per una decoració amb tondos que encerclen petites figures. Es tracta d'una rectificació respecte al que estava previst al contracte on s'especificava «i, sedes magiestatis ab ii, angels sobre la porta de la capella».
L'intradós de l'arc que remata la paret per la part superior està decorat amb motius florals de fulles i panotxes de blat de moro, que permeten enllaçar visualment tres figures. La central és un Anyell de Déu similar al que porta a les mans la imatge de santa Agnès del bloc de retrats. Porta un tall al coll d'on raja sang i subjecta, amb la seva pota davantera dreta, el tradicional estendard amb una Creu de Sant Jordi que sobresurt per sobre seu.
Les figures laterals fan referència a la castedat i la caritat. La caritat està representada per una figura femenina que acull als seus braços un petit personatge. Seria una representació clàssica d'aquesta virtut teologal, si bé aquí porta unes ales que la converteixen en un àngel. Segons Georgiana G. King la figura que és acollida per la caritat seria el pintor. La castedat és també un àngel femení que porta a la seva mà esquerra una tórtora eurasiàtica, identificada iconogràficament amb la castedat, segons Sant Tomàs d'Aquino.

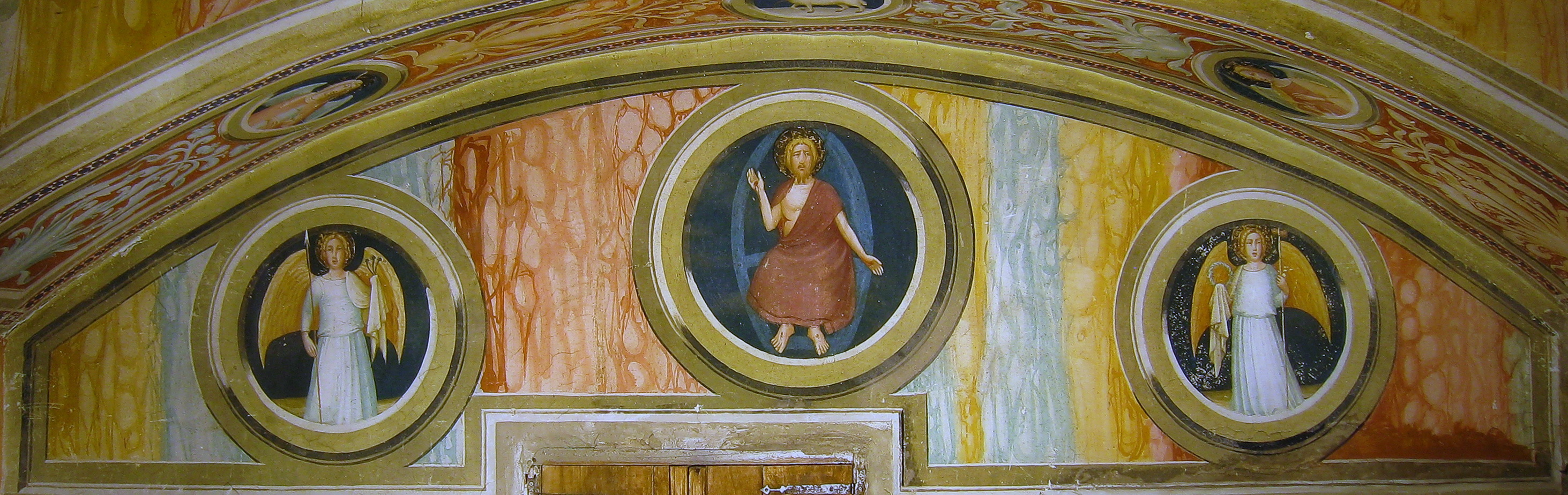
Conjunt del timpà entre les finestres i l'arc

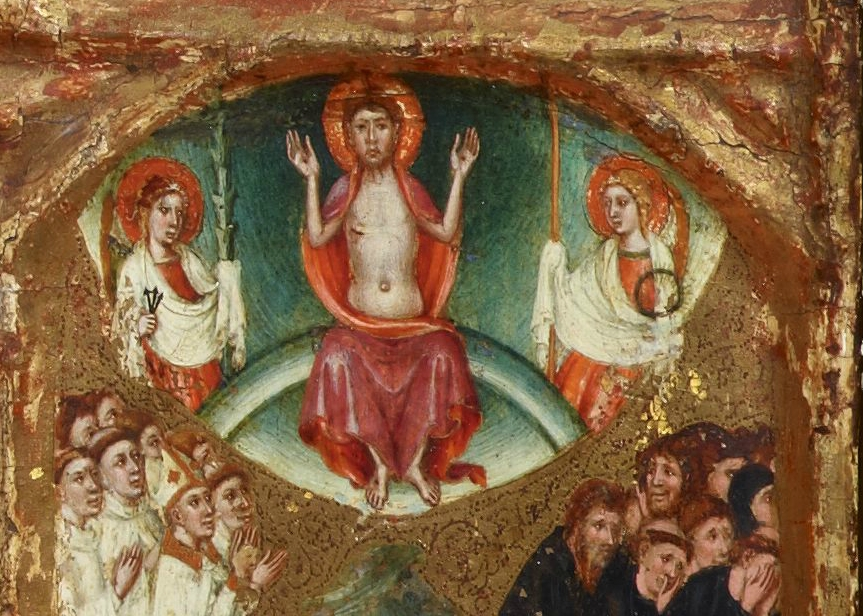
Combinació dels mateixos personatges a l'escena del Judici Final del Políptic Morgan, obra d'Arnau Bassa

La porta d'accés és a la part central amb tres finestres de mides diferents al seu costat. El timpà que es forma per sobre del conjunt d'obertures està decorat amb marbres multicolors simulats com els que hi havia a l'arrambador de la resta de la cel·la. Són d'uns colors suaus que permeten que destaquin ben contrastats els tres tondos que s'hi ubiquen. Segueixen l'eix de simetria de la porta i estan alineats amb els tres que hi ha a l'intradós. La imatge central és una Maiestas Domini o judici final on la figura del Déu Pare té el seu braç dret aixecat, en posició de beneir, està assegut dins una màndorla de color blau clar pintada sobre un fons pla de color blau fosc que, com si fos el cel, omple tota la superfície del tondo. Al seu costat els àngels sostenen els Instruments de la Passió, a l'esquerra la llança de Longí i els claus, mentre el de la dreta porta la corona d'espines i l'esponja amb fel.
Les escenes estan emmarcades amb unes franges de dibuixos geomètrics, que junt amb la decoració amb imitació de marbre que hi ha als espais lliures, dona a l'estança un clar estil pre-renaixentista.
Sobre la porta hi ha una finestra al costat de la qual apareixen dos quadrats petits amb una figura femenina i una altra de masculina amb una corona de flors imposades per sengles àngels.

## Conservació
L'estat de conservació de les pintures és molt bo. El fet d'estar ubicades en un monestir de clausura ha permès mantenir-les allunyades d'intervencions i riscos que altres obres en espais públics han hagut de patir.
A més les condicions físiques de la cel·la fan que entri poca llum a l'estança al que cal sumar que entre 1801 i 1870 va servir com a sala on guardar la roba del convent, preservant la sala d'humitat.
Amb tot, hi ha hagut algunes intervencions sobre la superfície de l'intonaco a conseqüència de la instal·lació d'unes estanteries en el període que va fer funcions d'arxiu. Les estanteries estaven encastades a la paret a l'altura de la sanefa que separa els dos cicles iconogràfics dels Goigs i de la Passió. Quan al segle xx es varen retirar, la rasa es va tapar amb guix i es va repintar. També hi va haver una intervenció per obrir una nova finestra al costat de la porta el 1767.
Així mateix, els marbres fingits dels arrambadors que emmarquen l'obra van ser repintats a principis del segle xx, fet que va canviar de manera substancial l'apreciació de l'obra.

### Estudi de les pintures
L'any 2011 es va inaugurar, al mateix Monestir, l'exposició "Murals sota la lupa" on es recollia i presentava de forma didàctica el resultat de les investigacions realitzades sobre les pintures i el seu estat. Aquest projecte, iniciat el 2005, ha propiciat un notable salt endavant en el coneixement i l'apreciació formal de les seves pintures murals. La realització de les darreres anàlisis instrumentals varen permetre tancar aquesta primera fase de diagnosi.
La segona fase consistirà a estabilitzar les causes de l'alteració, amb vista a frenar el deteriorament de les pintures i a tractar-les per recuperar-ne l'esplendor original.
Per tal de finançar-la, el març de 2013 l'Ajuntament de Barcelona va engegar una campanya de micromecenatge per restaurar aquestes pintures.